# McKee (Kentucky)
McKee város az USA Kentucky államában. Lakosainak száma 803 fő (2020. április 1.).

## Népesség
A település népességének változása:

| 2010 | 800 |
| 2020 | 803 |